# Партридж, Дон
Дон Па́ртридж (Don Partridge, 27 октября 1941 года, Борнмут, Дорсет, Англия — 21 сентября 2010 года) — британский автор-исполнитель, уличный музыкант, «человек-оркестр», ставший известным в 1968 году, когда две его песни, «Rosie» и «Blue Eyes», стали хитами в Британии.
Партридж приобрёл первую и неожиданную общенациональную известность после того, как его услышал на улице Дон Пол, лидер группы The Viscounts. Дебютный сингл Партриджа «Rosie», выпущенный Columbia Records в марте 1968 года, поднялся до #4 в UK Singles Chart. Уже в апреле Партридж начал британские гастроли вместе с Amen Corner, Джином Питни, Status Quo и Simon Dupree and the Big Sound Вскоре его второй сингл «Blue Eyes» поднялся в июне 1968 года до #3. В феврале 1969 года Партридж выступил в лондонском Ройал Алберт-холле перед 3700 зрителей. Вскоре певец объявил о решении создать коллективный гастролирующий проект с участием множества уличных музыкантов. Идея провалилась, и «звёздная» эра в истории Дона Партриджа закончилась. В 1969 году он образовал группу Accolade, исполнявшую акустический джаз-фолк, но, выпустив два альбома и один сингл, состав в 1971 году распался.
Дон Партридж вернулся к уличному творчеству и некоторое время выступал в Швеции, где выпустил два альбома, не имевшие коммерческого успеха. О Партридже вспомнили в 2004 году, когда вышел его альбом The Highwayman, записанный при участии таких музыкантов, как Херби Флауэрс, Ник Пинн и Ричард Дюррант. В 2005 году его песня «Breakfast on Pluto», записанная в 1969 году (#26 UK) вошла в звуковую дорожку одноимённого фильма, после чего Патридж провёл британское турне совместно с инди-рок-группой Lemon Jelly.

## Дискография

### Синглы
- «Rosie» (Don Partridge) b/w «Going Back to London» (Don Partridge) — (1968) — # 4 UK Singles Chart
- «Blue Eyes» (Richard Kerr, Joan Maitland) b/w «I’ve Got Something For You» (Don Partridge) — (1968) — #3 UK
- «Top Man» (Richard Kerr, Joan Maitland) b/w «We Have Ways of Making You Laugh» (Don Partridge) — (1968)
- «Breakfast on Pluto» — (Don Partridge / Alan Young) b/w «Stealin’» (Trad. Arr. Don Partridge) — (1969) — UK #26
- «Going To Germany» (Trad. Arr. Don Partridge) b/w «Ask Me Why» (Don Partridge) — (1969)
- «Colour My World» (Peel-Kerr) b/w «Homeless Bones» (Myers-Partridge) — (1969)
- «We’re All Happy Together» (Don Partridge) b/w «Following Your Fancy» (Don Partridge) — (1970)
- «Grand Slam Boogie» (Don Partridge) b/w «Barb Wire» (Don Partridge) — (1982)[1]

### Альбомы
- Don Partridge — (1968) — (Columbia Records)
- The Highwayman — (2004) — (LongMan Records)

#### Саундтреки, сборники
- Popdown — (1967)[11]
- Otley — (1968)
- Rosie and Other Hits — (1995)
- Breakfast on Pluto — (2005)

#### Accolade
- Accolade — (1970) — Capitol Records
- Accolade 2 — (1971) — Regal Zonophone Records